# Le Jingyi
Le Jingyi (China, 19 de marzo de 1975) es una nadadora  retirada especializada en pruebas de estilo libre corta distancia, donde consiguió ser campeona olímpica en 1996 en los 100 metros.

## Carrera deportiva
En las Olimpiadas de Barcelona 1992 ganó la medalla de plata en los relevos 4 x 100 metros libre, con un tiempo de 3:40.12 segundos, tras Estados Unidos y por delante de Alemania.
Cuatro años después, en los Juegos Olímpicos de Atlanta 1996 ganó la medalla de plata en los 50 metros libres, con un tiempo de 24.90 segundos, tras la estadounidense Amy Van Dyken y por delante de la alemana Sandra Volker. Asimismo ganó el oro en los 100 metros libres, con un tiempo de 54.50 segundos que fue récord olímpico, por delante de nuevo de la alemana Sandra Volker, y de la estadounidense Angel Martino. También ganó la plata en los relevos de 4 x 100 metros libres, tras Estados Unidos y por delante de Alemania.